# العلاقات التونسية المارشالية
العلاقات التونسية المارشالية هي العلاقات الثنائية التي تجمع بين تونس وجزر مارشال.

## مقارنة بين البلدين
هذه مقارنة عامة ومرجعية للدولتين:
| وجه المقارنة                                              | تونس                                       | جزر مارشال                     |
| --------------------------------------------------------- | ------------------------------------------ | ------------------------------ |
| المساحة (كم2)                                             | 163.61 ألف                                 | 181                            |
| عدد السكان (نسمة)                                         | 11.53 مليون                                | 53.13 ألف                      |
| الكثافة السكانية (ن./كم²)                                 | 70.47                                      | 29.35 ألف                      |
| العاصمة                                                   | تونس                                       | ماجورو                         |
| اللغة الرسمية                                             | اللغة العربية                              | لغة إنجليزية، اللغة المارشالية |
| العملة                                                    | دينار تونسي                                | دولار أمريكي                   |
| الناتج المحلي الإجمالي (بليون دولار)                      | 40.26 مليار                                | 199.40 مليون                   |
| الناتج المحلي الإجمالي (تعادل القوة الشرائية) بليون دولار | 129.05 مليار                               | 207.25 مليون                   |
| الناتج المحلي الإجمالي الاسمي للفرد دولار أمريكي          | 3.87 ألف                                   | 3.38 ألف                       |
| الناتج المحلي الإجمالي للفرد دولار أمريكي                 | 11.44 ألف                                  | 3.80 ألف                       |
| مؤشر التنمية البشرية                                      | 0.721                                      |                                |
| رمز المكالمات الدولي                                      | +216                                       | +692                           |
| رمز الإنترنت                                              | .tn                                        | .mh                            |
| المنطقة الزمنية                                           | ت ع م+01:00، توقيت وسط أوروبا، ت ع م+02:00 | ت ع م+12:00                    |

## منظمات دولية مشتركة
يشترك البلدان في عضوية مجموعة من المنظمات الدولية، منها:
| علم المنظمة | اسم المنظمة                   | تاريخ انضمام تونس | تاريخ انضمام جزر مارشال |
| ----------- | ----------------------------- | ----------------- | ----------------------- |
|             | يونسكو                        | 8 نوفمبر 1956     | 30 يونيو 1995           |
|             | مؤسسة التمويل الدولية         | 25 يوليو 1962     | 23 سبتمبر 1992          |
|             | منظمة حظر الأسلحة الكيميائية  | ?                 | ?                       |
|             | مؤسسة التنمية الدولية         | 30 ديسمبر 1960    | 19 يناير 1993           |
|             | الاتحاد الدولي للاتصالات      | 14 ديسمبر 1956    | 22 فبراير 1996          |
|             | منظمة الشرطة الجنائية الدولية | ?                 | ?                       |
|             | الأمم المتحدة                 | 12 نوفمبر 1956    | 17 سبتمبر 1991          |
|             | البنك الدولي للإنشاء والتعمير | 14 أبريل 1958     | 21 مايو 1992            |

## وصلات خارجية
- موقع وزارة الخارجية التونسية